# The Swan (film)
The Swan is een Amerikaanse romantische komedie uit 1956 onder regie van Charles Vidor. De film, geschoten in CinemaScope, is gebaseerd op het Hongaars toneelstuk A hattyú uit 1914 van Ferenc Molnár, en heeft Grace Kelly, Alec Guinness en Louis Jourdan in de hoofdrollen.

## Verhaal
De film vertelt het verhaal van een klein koninkrijk in een Europees land. Prinses Alexandra (Kelly) zal binnenkort worden uitgehuwelijkt aan haar neef Albert (Guinness), die in de nabije toekomst de troon zal overnemen. Ze voelt zich echter meer aangetrokken tot Dr. Nicholas Agi (Jordan), de mentor van haar broer. Alexandra's moeder zet haar onder druk om met Albert te trouwen, zodat de familie weer de belangrijke positie krijgt die in het verleden door Napoleon is ontnomen. Alexandra doet haar best om Alberts aandacht te krijgen, maar hij houdt zich meer bezig met uitslapen en op jacht gaan met Alexandra's broers. Op aanraden van haar moeder verleidt ze Agi, in de hoop om daarmee Albert dusdanig jaloers te maken, dat hij een huwelijksaanzoek doet.
Agi is smoorverliefd op Alexandra en als zij hem uitnodigt om haar te escorteren naar het afscheidsbal van de kroonprins, hapt hij gretig toe. Het plan van Alexandra's moeder lijkt te werken als Albert inderdaad jaloers wordt op het bal, totdat Albert besluit om Alexandra te negeren en zich bezig te houden met de band die de muziek speelt. Agi verklaart Alexandra niet veel later de liefde, maar wil niets meer van haar weten als zij toegeeft dat ze hem enkel heeft verleid om indruk te maken op Albert. Het mag niet baten dat ze ook toegeeft dat ze intussen ook gevoelens voor hem heeft ontwikkeld. Albert verschijnt op dit moment ten tonele en beledigt Agi dusdanig, dat Agi de volgende morgen het koninkrijk verlaat.
Alexandra doet haar uiterste best om Agi te overtuigen dat ze met hem mee wil gaan, maar hij vertrekt zonder haar aan zijn zijde. Alberts moeder is ondertussen ook op de hoogte gesteld van de driehoeksverhouding en reageert vol woede. Albert geeft Alexandra zijn zegen om met Agi mee te gaan, en belooft haar dat hij zowel haar als Agi het land binnen zal laten als hij koning is geworden. Het heeft echter geen zin; Agi is al zonder Alexandra vertrokken. Albert probeert Alexandra te troosten en vergelijkt haar met een zwaan: elegant op het water, maar hopeloos op het land. Hij escorteert haar het koninkrijk en zij accepteert zijn hand.

## Rolverdeling
| Acteur              | Personage               |
| ------------------- | ----------------------- |
| Grace Kelly         | Prinses Alexandra       |
| Alec Guinness       | Prins Albert            |
| Louis Jourdan       | Dr. Nicholas Agi        |
| Agnes Moorehead     | Koningin Maria Dominika |
| Jessie Royce Landis | Prinses Beatrix         |
| Brian Aherne        | Father Carl Hyacinth    |
| Leo G. Carroll      | Caesar                  |
| Estelle Winwood     | Symphorosa              |
| Van Dyke Parks      | George                  |
| Christopher Cook    | Arsene                  |
| Robert Coote        | Kapitein Wunderlich     |
| Doris Lloyd         | Gravin Sibenstoyn       |
| Edith Barrett       | Dienstmeid Elsa         |

## Achtergrond
Het toneelstuk van Molnár waar de film op is gebaseerd, is tweemaal eerder in de Verenigde Staten verfilmd: in 1925 is een stomme filmversie uitgebracht met Frances Howard, Adolphe Menjou en Ricardo Cortez in de hoofdrollen. In 1930 is een vroege geluidsfilmversie met Lillian Gish uitgebracht onder de titel One Romantic Night.
Toen in 1954 actrice Grace Kelly begon uit te gaan met prins Reinier III van Monaco, besloot filmstudio MGM om de film met Kelly in productie te doen, in de hoop om te kapitaliseren op het privéleven van de actrice. Kelly was eerder in 1950 al te zien in een televisiespecial van CBS, waarin ze Alexandra vertolkte. In juli 1955 werd aangekondigd dat acteur Rex Harrison de mannelijke hoofdrol zou spelen; in augustus dat jaar werd dezelfde rol aangeboden aan Joseph Cotten. De mannelijke hoofdrollen werden uiteindelijk vervuld door Alec Guinness en Louis Jordan.
De film werd opgenomen op het landgoed van George Washington Vanderbilt II in North Carolina; de draaiperiode duurde van de zomer van 1955 tot en met kerstmis dat jaar.
De film werd, nadat het in de periode van Kelly's huwelijk met de prins van Monaco werd uitgebracht, positief ontvangen door critici, en vooral Kelly ging ervandoor met de lof. Een criticus van The Hollywood Reporter schreef naar aanleiding van deze film dat Kelly hard op weg was om de nieuwe Greta Garbo te worden.